# Vaux-sur-Vienne
Vaux-sur-Vienne ist eine französische Gemeinde mit 543 Einwohnern (Stand 1. Januar 2022) im Département Vienne in der Region Nouvelle-Aquitaine (vor 2016 Poitou-Charentes); sie gehört zum Arrondissement Châtellerault und zum Kanton Châtellerault-2. Die Einwohner werden Vauxois genannt.

## Geographie
Vaux-sur-Vienne liegt etwa 42 Kilometer nordnordöstlich von Poitiers an der Vienne. Umgeben wird Vaux-sur-Vienne von den Nachbargemeinden Dangé-Saint-Romain im Norden und Nordosten, Ingrandes im Osten und Südosten, Antran im Süden und Westen sowie Vellèches im Nordwesten.

## Bevölkerungsentwicklung
| Jahr                       | 1962 | 1968 | 1975 | 1982 | 1990 | 1999 | 2006 | 2013 |
| Einwohner                  | 301  | 270  | 336  | 467  | 556  | 579  | 599  | 599  |
| Quellen: Cassini und INSEE |      |      |      |      |      |      |      |      |

## Sehenswürdigkeiten

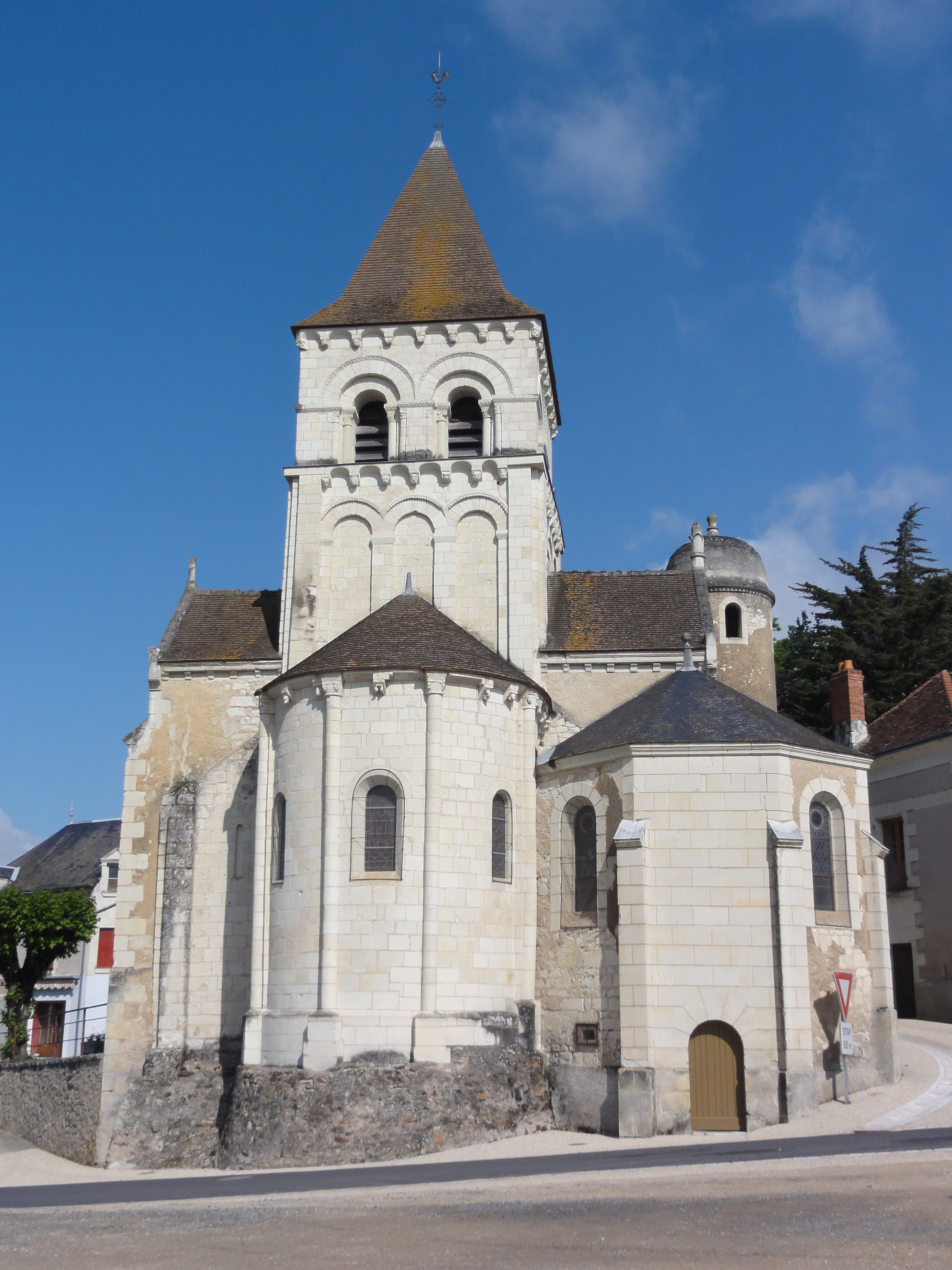
Kirche Notre-Dame

- Kirche Notre-Dame, seit 1914 Monument historique